# توپولنویه (شهرستان سولونشنسکی، سرزمین آلتای)
توپولنویه (به لاتین: Topolnoye) یک منطقهٔ مسکونی در روسیه است که در سرزمین آلتای واقع شده‌است.